# Gemini (чат-бот)
Gemini (раніше — Google Bard) — розмовний чатбот із породжувальним штучним інтелектом, розроблений Google, який спочатку базувався на сімействі великих мовних моделей LaMDA, а пізніше — на PaLM. Він був розроблений як пряма відповідь на зростання популярності ChatGPT і був обмежено випущений у березні 2023 року для невеликої групи тестувальників, перш ніж поширитися на публіку.

## Передумови
У листопаді 2022 року OpenAI запустила ChatGPT — чатбота на основі сімейства великих мовних моделей GPT-3. ChatGPT привернув увагу всього світу після свого випуску, ставши вірусною інтернет-сенсацією. Стурбовані потенційною загрозою ChatGPT для пошуку Google, керівники Google видали «червоний код», перепризначивши кілька команд для допомоги в зусиллях компанії зі штучного інтелекту. Рідкісним і безпрецедентним кроком стало те, що співзасновники Google Ларрі Пейдж і Сергій Брін, які покинули свої посади співдиректорів материнської компанії Alphabet у 2019 році, були викликані на екстрені зустрічі з керівництвом компанії, щоб обговорити відповідь Google на ChatGPT. Раніше того ж року компанія представила LaMDA, прототип великої мовної моделі, але не оприлюднила його для громадськості. На запитання співробітників на загальній зустрічі про те, чи LaMDA є втраченою можливістю для Google конкурувати з ChatGPT, генеральний директор Google і Alphabet Сундар Пічаї та керівник відділу штучного інтелекту Google Джеффом Діном відповіли, що хоча компанія має такі ж можливості, як ChatGPT, але надто швидке просування в цій сфері становило б серйозний «репутаційний ризик», оскільки Google значно більший за OpenAI. У січні 2023 року генеральний директор DeepMind Деміс Гассабіс оприлюднив плани щодо конкурента ChatGPT, і співробітники Google отримали вказівки прискорити його розвиток, інтенсивно тестуючи «Apprentice Bard» та інші чатботи. Пічаї запевнив інвесторів під час щоквартальної телефонної розмови, що компанія планує розширити доступність програми LaMDA.

## Історія

### Анонс
6 лютого 2023 року Google анонсували Bard — розмовного чатбота з породжувальним штучним інтелектом на базі LaMDA. Bard спочатку був представлений для обраної групи з 10 000 «довірених тестувальників», а пізніше відбувся запланований на кінець місяця широкий випуск. Bard контролює керівник продукту Джек Кравчик, який описав продукт як «спільний сервіс штучного інтелекту», а не пошукову систему, тоді як Сундар Пічаї розповів, що Bard буде інтегровано в пошук Google. Агентство Reuters підрахувало, що додавання функцій, подібних до ChatGPT, у пошук Google може обійтися компанії в 6 мільярдів доларів додаткових витрат до 2024 року, тоді як дослідницька та консалтингова компанія SemiAnalysis підрахувала, що це обійдеться Google у 3 мільярди доларів. Технологія була розроблена під кодовою назвою «Атлас» з назвою «Бард» з посиланням на кельтський термін, що означає «оповідач». Вона була обрана, щоб «відобразити творчий характер алгоритму, що лежить в основі». Численні засоби масової інформації та фінансові аналітики описали анонс Bard «поспішним» і створеним для того, щоб випередити заплановану на 7 лютого подію конкурента Microsoft, яка оголосила про партнерство з OpenAI для інтеграції ChatGPT у її пошукову систему Bing. Журналісти відзначили, що це стало початком ще одного зіткнення між двома великими технологічними компаніями за «майбутнє пошуку», а також назвали це гонитвою озброєнь штучного інтелекту між ними.
8 лютого 2023 року, після прямої трансляції в Парижі, на якій демонстрували Bard, акції Google впали на вісім відсотків, що еквівалентно втраті ринкової вартості на 100 мільярдів доларів, а відео прямого ефіру на YouTube стало приватним. Багато глядачів також вказали на помилку під час демонстрації, у якій Bard надає неточну інформацію про космічний телескоп Джеймса Вебба у відповідь на запит. Співробітники Google розкритикували «поспішне» та «невдале» оголошення Пічаї про Bard на внутрішньому форумі компанії. Пічаї захистив свої дії, сказавши, що Google «тривалий час глибоко працював над штучним інтелектом», відкидаючи думку про те, що запуск Bard був конкурентною реакцією. Голова правління Alphabet Джон Хеннессі визнав, що Bard ще не повністю готовий до запуску, але висловив захоплення потенціалом технології.
Через тиждень Пічаї попросив співробітників присвятити дві-чотири години тестуванню Bard, а виконавчий директор Google Прабхакар Рагхаван закликав співробітників виправляти будь-які помилки, які допускає Bard. 80 000 співробітників відгукнулися на заклик Пічаї до дій. Протягом наступних тижнів співробітники Google різко критикували Bard у внутрішніх повідомленнях, посилаючись на низку проблем безпеки й етики та закликаючи лідерів компанії не запускати сервіс. Прагнучи віддати перевагу тому, щоб не відставати від конкурентів, керівництво Google вирішило все одно продовжити запуск, скасувавши несприятливий звіт про оцінку ризиків, проведений командою з етики. Після того, як Пічаї раптово звільнив 12 000 співробітників пізніше того ж місяця через уповільнення зростання доходів, решта працівників поділилися мемами та фрагментами своїх гумористичних розмов із Bard та його «думки» щодо звільнень. У середині березня співробітники Google почали тестувати складнішу версію Bard з більшими параметрами, що отримала назву «Big Bard».

### Запуск
21 березня 2023 року Google відкрив ранній доступ для Bard в обмеженій кількості, дозволяючи користувачам у США та Великій Британії приєднуватися до списку очікування. На відміну від підходу Microsoft до Bing, Bard був запущений як окрема вебпрограма з текстовим полем і застереженням про те, що чатбот «може відображати неточну або образливу інформацію, яка не відповідає поглядам Google». Потім на кожне запитання надається три відповіді, а користувачам пропонується надіслати відгук щодо корисності кожної відповіді.
Невдовзі після першого запуску Bard Google реорганізувала команду, що стоїть за Google Assistant, віртуальним помічником компанії, щоб зосередитися на Bard. Дослідник Google Джейкоб Девлін звільнився з компанії після того, як заявив, що Bard таємно використав дані з ChatGPT. Google заперечує звинувачення. 31 березня Пічаї заявив, що компанія має намір «оновити» Bard, взявши за основу PaLM, новішу та потужнішу велику мовну модель від Google, ніж попередня LaMDA. Того ж дня Кравчик оголосив, що Google додав до Bard «математичні та логічні можливості». Bard отримав можливість допомагати в кодуванні у квітні, будучи сумісним з більш ніж 20 мовами програмування на момент запуску. Microsoft також почала показувати рекламу в адресному рядку браузера Edge, закликаючи користувачів спробувати Bing щоразу, коли вони відвідують вебсайт Bard. Google працює над інтеграцією Bard у свою операційну систему Chrome OS і пристрої Pixel.
У травні 2023 року під час щорічної конференції Google I/O Пічаї та Сяо оголосили про низку оновлень Bard, зокрема про впровадження PaLM 2, інтеграцію з іншими продуктами Google і сторонніми службами, розширення до 180 країн, підтримку додаткових мов і нові функції. Розширений запуск не включав жодної країни Європейського Союзу, можливо, через занепокоєння щодо дотримання Загального регламенту захисту даних.

### В Україні
13 липня 2023 року Bard став доступний в Україні. Також у Bard була додана можливість ставити запитання та отримувати відповіді українською.
Згідно з повідомленням Міністерства цифрової трансформації України, Google Bard порівняно з ChatGPT має такі переваги:
- Дає змогу слухати відповіді, а не лише читати їх. Це корисно, якщо потрібно почути правильну вимову слова або, наприклад, вірш;
- Можна зберігати історію розмов. Є можливість переглянути історію змін та діалог користувача з Bard;
- Дозволяє експортувати код Python у Replit (на додаток до Google Colab);
- Є можливість ділитися розмовами з друзями.

Окрім цього, заступник міністра цифрової трансформації України Олександр Борняков зазначив, що чатбот Bard:
- Краще володіє українською мовою, пише грамотніше та літературно;
- Має більш актуальну інформацію про світ;
- Bard знає, наприклад, про повномасштабну війну Росії проти України. Хоча помиляється та спочатку говорив, що вона продовжується «понад два місяці»;
- Bard поки некреативний, пише слабко на тлі ChatGPT, який де-не-де вже може конкурувати з більш-менш професійним копірайтером;
- Bard поки ще відповідає, що «гірше розуміє людські емоції», аніж ChatGPT.

## Поширення
У жовтні 2024 року Gemini мав лише 9 млн активних користувачів щодня. Але 2025 року ця кількість різко зросла. Станом на березень 2025 року, згідно з повідомленням видання The Information, чатбот Gemini мав 35 млн активних користувачів щодня та 350 млн користувачів на місяць.

## Критика
Bard отримав змішані відгуки після першого запуску. Джеймс Вінсент з The Verge вважає Bard швидшим, ніж ChatGPT і Bing, але зазначив, що відсутність приміток у стилі Bing є «і благословенням, і прокляттям». Його колега Девід Пірс не був вражений його нецікавими та іноді неточними відповідями, додавши, що, попри наполягання Google, що Bard не є пошуковою системою, її інтерфейс нагадує її, що може створити проблеми для Google. Кейд Метц з The New York Times описав Bard як «обережнішого», ніж ChatGPT, а Ширін Гаффарі з Vox назвала його «сухим і безперечним» через стриманий характер його відповідей. Доцент Ітан Моллік з Вортонської школи Університету Пенсільванії був приголомшений художньою нездатністю Bard. Пізніше The New York Times провела тест із ChatGPT і Bard щодо їхньої здатності виконувати завдання, очікувані від помічників, і дійшла висновку, що продуктивність ChatGPT значно перевершує продуктивність Bard.